# حميل (خشب)

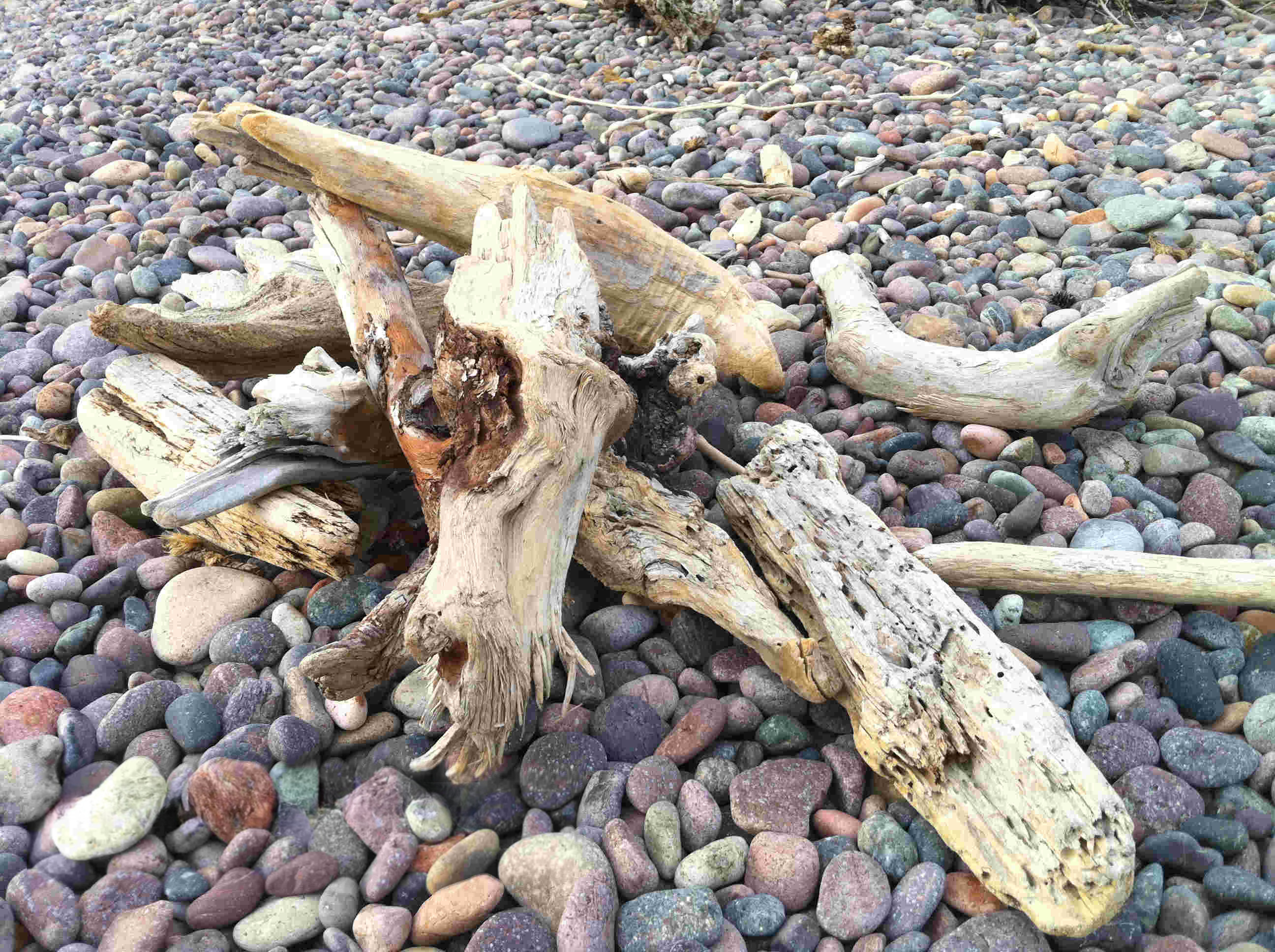
حميل على شاطئ مرصوف بالحصى

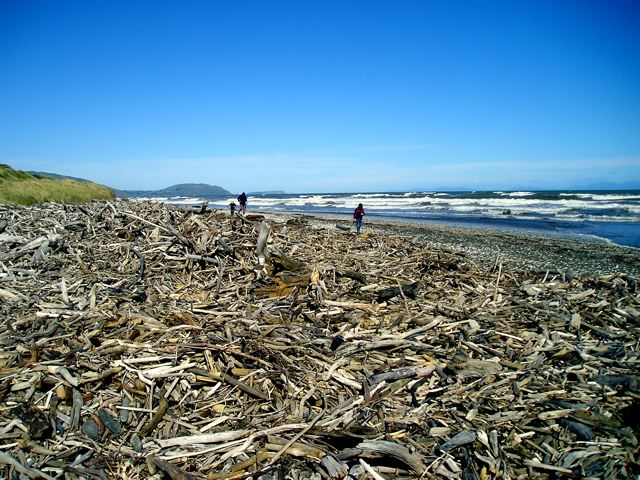
شاطئ على الساحل الغربي لنيوزيلندا مغطى بالحميل.

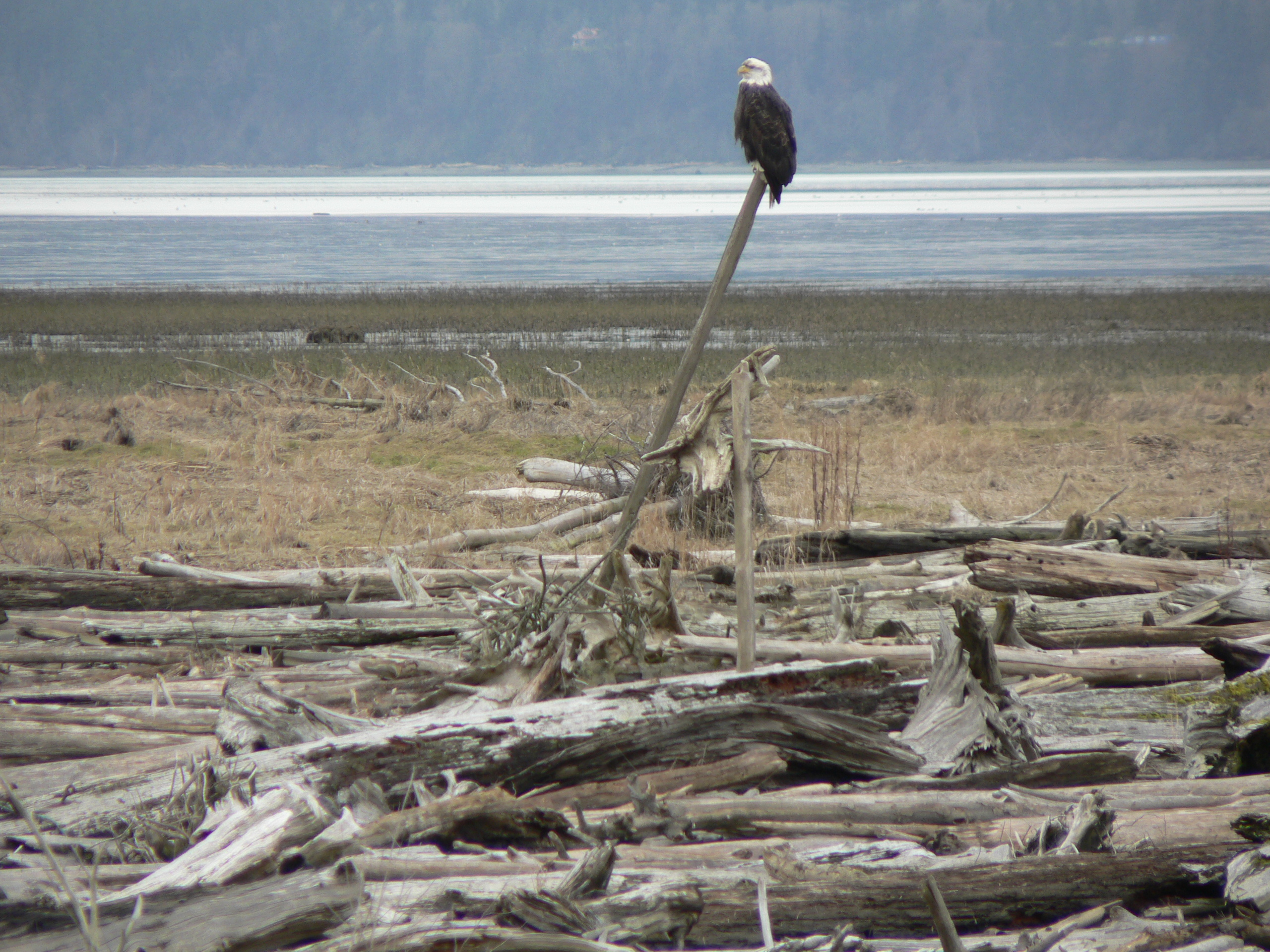
عقاب أصلع على حميل

الحَميل أو المجروف أو الخشب الطافي هو خشب جرفته المياه إلى شاطئ أو ساحل أو ضفة بحيرة أو نهر بفعل الرياح أو المد والجزر أو الأمواج.